# Kaiseregg
Kaiseregg är en bergstopp i Schweiz.   Den ligger i distriktet Sense och kantonen Fribourg, i den centrala delen av landet, 30 km söder om huvudstaden Bern. Toppen på Kaiseregg är 2 185 meter över havet, eller 203 meter över den omgivande terrängen. Bredden vid basen är 2,5 km.
Terrängen runt Kaiseregg är kuperad åt nordväst, men åt sydost är den bergig. Närmaste större samhälle är Marly, 18,1 km nordväst om Kaiseregg. 
I omgivningarna runt Kaiseregg växer i huvudsak blandskog. Runt Kaiseregg är det ganska glesbefolkat, med 22 invånare per kvadratkilometer.